# ラド・グルゲニゼ
ウラジーミル・"ラド"・グルゲニゼ（グルゲニーゼ、グルゲニッゼ、グルジア語: ვლადიმერ (ლადო) გურგენიძე、Vladimer "Lado" Gurgenidze、1970年12月17日 - ）は、グルジアの実業家、政治家。第17代グルジア首相。グルジア銀行監督委員会議長を経て、2007年11月16日健康上の理由で解任されたズラブ・ノガイデリの後任として、11月16日首相に任命された。

## 生い立ち・学歴
1970年12月17日グルジア・ソビエト社会主義共和国（当時）のトビリシに生まれる。グルジアとイギリスの二重国籍。トビリシ大学とアメリカのミドルベリー大学に学び、ジョージア州エモリー大学ゴイズエタ経営大学院でMBA学位を取得する。

## 実業界
1997年から1998年までABNアムロ銀行でロシア、独立国家共同体（CIS）向けコーポレート・ファイナンス担当取締役。1998年ロンドン勤務。いくつかの上級職を歴任した。2003年7月、投資銀行Putnam Lovell NBFの業務執行取締役（マネージング・ディレクター）兼欧州担当取締役となる。
2003年グルジアでバラ革命が起こると帰国し、2004年グルジア銀行頭取となる。2006年5月、グルジア銀行監督委員会議長に就任する。グルゲニゼはグルジア銀行の業務刷新に腕を振るい、同銀はグルジア国内トップ銀行となった。2006年にはテレビでドナルド・トランプばりの大広告をうち評判になった。

## グルジア首相
2007年ジョージア反政府デモの直後、ミヘイル・サアカシュヴィリ大統領は、健康上の理由で辞意を表明したズラブ・ノガイデリ首相の後任にグルゲニゼを指名した。2007年11月22日グルジア議会はグルゲニゼを承認した。
こうして政界入りしたグルゲニゼは、サアカシュヴィリとの関係も良好であるが、このことが嵩じて、批判めいたことを一切言わないとの評もある。
2008年南オセチア戦争では、ユダヤ教のラビ、アーロン・レイビ・シュタインマンに天佑を祈願したという。
2008年10月27日サアカシュヴィリ大統領によって解任された。首相解任の背景には、対露戦争の開戦責任を問う声が高まり、サアカシュヴィリに対する批判を回避したという観測がなされた。
私生活ではラリサ夫人との間に、3人の子供がいる。